# EarthBound
EarthBound (jap. MOTHER2 ギーグの逆襲 Mazā Tsū Gīgu no Gyakushū (Giygas Strikes Back!)) – japońska komputerowa gra fabularna typu jRPG stworzona przez Ape i HAL Laboratory i wydana przez Nintendo na konsolę Super Nintendo Entertainment System w 1994 roku. Na rynek europejski gra została wydana dopiero 18 lipca 2013 na konsolę Wii U i 3 marca 2016 na konsolę 3DS (obydwie poprzez usługę Virtual Console). 9 marca 2022 roku grę dodano na serwis Nintendo Switch Online.

## Fabuła
EarthBound rozpoczyna się w 199X roku w małym miasteczku Onett. Podczas spokojnej nocy, naszego głównego bohatera Nessa budzi dziwny wstrząs. Ness chce sprawdzić co się wydarzyło. Dochodzi do wniosku, że źródłem owego wstrząsu jest szczyt góry i wybiera się w to miejsce. W drodze na szczyt zauważa Pokeyego Mincha, swojego sąsiada. Dowiaduje się od niego, że wstrząs wywołał meteoryt oraz, żeby wrócił do domu. Później tej samej nocy słyszy denerwujące pukanie do drzwi. Kiedy je otwiera ukazuje się mu Pokey, który oświadcza, że zgubił swojego brata Picky'ego. Przygotowani do wyprawy Ness, Pokey i King (pies Nessa) ponownie wyruszają na szczyt. Gdy podchodzą do meteorytu, spada na niego wiązka światła z której wylatuje Buzz Buzz, insekt z przyszłości. Buzz Buzz opowiada chłopcom, że jest z roku 200X, w którym Giygas, galaktyczny niszczyciel chce zawładnąć światem. Podczas powrotu chłopcy natykają się na Starmana Juniora, wroga Buzza z przyszłości. Po pokonaniu go chłopcy idą do domu państwa Minch (rodziców Pokeyego i Picky'ego). Tam po tym, jak bracia dostają karę matka Pokyego zabija Buzz Buzz myśląc, że to jakiś żuk. Buzz konając opowiada Nessowi, że będzie zdolny pokonać Giygasa wtedy, gdy jego energia złączy się z energią Ziemi, po czym daje mu Kamień Dźwięku. Kamień ten będzie potrzebny Nessowi, żeby złączyć swoją energię w ośmiu strefach na Ziemi, zwanych "Twoimi Sanktuariami". Już przy samej śmierci Buzz Buzz wyjawia Nessowi, że jego pierwszym celem ma być Wielki Krok, który znajduje się blisko miasta o nazwie Onett. Ness po śmierci Buzz Buzza wyrusza na poszukiwanie tego miejsca. Po drodze, odwiedzając bibliotekę pożycza Mapę Miasta. 
Niestety, w wyruszeniu po pierwsze sanktuarium przeszkadza mu miejscowy gang Rekinów. Ness, po pokonaniu Rekinów, Franka i jego mechanicznego robota, dowiaduje się, że burmistrz Onett posiada klucz do przejścia w Wielkim Kroku. Ness po wizycie u burmistrza udaje się do celu.